# Циркус Воајер
Циркус Воајер српски је ријалити-шоу који је приказивао од 18. новембра до 17. децембра 2001. године на каналу ТВ Кошава. Победница прве сезоне ријалити-шоуа је Марина Остојић, која је освојила главну награду у износу од 200.000 динара.

## Формат
Ријалити-шоу се одвија у циркусу на Новом Београду. На почетку, било је шест учесника, три мушкарца и три жене, свако је добијао 1.000 динара дневно за храну и 200 марака недељно за рад у циркусу.
Учесници нису имали ни спаваће собе, ни купатила, ни базене, ни телевизоре, нити ишта слично, него су живели у приколици. Дању су чистили измет камила, а ноћу увежбавали тачке за циркус. Никакав луксуз није им био омогућен.